# Блантайр (дистрикт)
Бланта́йр (англ. Blantyre) — дистрикт у складі Південного регіону Малаві.
Адміністративний центр — місто Блантайр, яке не входить до складу дистрикту і утворює окрему адміністративну одиницю.

## Населення
Населення — 451220 осіб (2018, 339406 у 2008, 307344 у 1998, 256405 у 1987, 189051 у 1977).
Національний склад:
- нгоні — 25,4 %
- ломве — 22,0 %
- яо — 17,9 %
- манганджа — 15,6 %
- чева — 12,8 %
- сена — 3,2 %
- тумбука — 1,1 %
- інші — 2,0 %

## Склад
Дистрикт складається з 8 адмінодиниць третього порядку:
| Громада, населений пункт   | Площа, км² | Населення, осіб (2018) | Центр |
| -------------------------- | ---------- | ---------------------- | ----- |
| Вищі традиційні громади    |            |                        |       |
| Традиційні громади         |            |                        |       |
| Капені                     | 213,6      | 103742                 | -     |
| Кунтаджа                   | 341,1      | 84765                  | -     |
| Кунтембве                  | 456,9      | 45972                  | -     |
| Лунду                      | 131,6      | 32271                  | -     |
| Маката                     | 61,0       | 20032                  | -     |
| Мачинджірі                 | 67,1       | 29991                  | -     |
| Сомба                      | 254,7      | 82668                  | -     |
| Чигару                     | 249,0      | 51779                  | -     |
| Центральні населені пункти |            |                        |       |
| Природоохоронні території  |            |                        |       |